# 贝茨汉
贝茨汉是德国莱茵兰-普法尔茨州的一个市镇。总面积3.27平方公里，总人口495人，其中男性252人，女性243人（2011年12月31日），人口密度151人/平方公里。

## 地理位置
贝茨汉的地理位置位于威斯特堡（Westerburg）东南方4公里的广阔林地北坡。自1972年以来，它一直隶属于新成立的联合市镇威斯特堡。